# Ludwig Arps
Ludwig Arps (* 26. Juni 1907 in Padingbüttel; † 1974 in Gräfelfing) war ein deutscher Wissenschaftler und Autor.

## Leben
Arps arbeitete seit 1941 als Wirtschaftsredakteur bei der Frankfurter Zeitung und war nach dem Zweiten Weltkrieg in gleicher Funktion bei der Deutschen Zeitung und Wirtschaftszeitung in Stuttgart tätig. Von 1945 bis 1946 wurde er von der Britischen Militärregierung als kommissarischer Landrat des Landkreises Wesermünde eingesetzt, im Anschluss war er bis 1951 Oberkreisdirektor. Zuletzt arbeitete er als Referent bei der Allianz Versicherungs-AG in München.
Arps tat sich insbesondere mit Veröffentlichungen zur Versicherungsgeschichte hervor. 1953 erhielt er einen Lehrauftrag für Vertragsversicherung in der Volkswirtschaft.

## Veröffentlichungen
- Individuelle Vorsorge ist besser : Gefahren einer schematischen Altersversorgung für die freien Berufe. Becker & Wrietzner, Düsseldorf, 1955
- Das Versicherungssparen. Knapp Verlag, Frankfurt am Main, 1964
- Auf sicheren Pfeilern : Dt. Versicherungswirtschaft vor 1914. Vandenhoeck & Ruprecht, Göttingen, 1965
- Deutsche Versicherungsunternehmer. Verlag Versicherungswirtschaft, Karlsruhe, 1968